# Lucia Vojteková
Lucia Vojteková (* 15. Juli 2001) ist eine slowakische Badmintonspielerin.

## Karriere
Nachdem sie bereits bei der slowakischen Meisterschaft 2017, welche Ende des Jahres ausgetragen wurden, gemeinsam mit Alžbeta Peruňská die Silbermedaille gewann, sammelte Lucia Vojteková im darauffolgenden Jahr ihre ersten internationalen Erfahrungen und startete für bei der Junioreneuropameisterschaft 2018. Gemeinsam mit der Israelin Heli Neiman startete sie im Doppel-Wettbewerb, wo sie bereits in der ersten Runde gegen ein norwegisches Team ausschieden. Ende des Jahres nahm sie an der slowakischen Meisterschaft 2018 teil und gewann dort gemeinsam mit Kamil Kanás im Mixed die Bronzemedaille. Nachdem Lucia Vojteková 2019 bei der slowakischen Meisterschaft im Doppel mit Alžbeta Peruňská Silber und im Mixed mit Miroslav Haring die Bronzemedaille gewonnen hatte, startete sie im darauffolgenden Jahr für die Slowakei bei der Mannschaftseuropameisterschaft 2020. In allen drei Gruppenduellen wurde sie jeweils im Doppel, zwei Mal mit Mia Tarcalová und einmal mit Martina Repiská, eingesetzt. Alle drei Partien mit ihrer Parteiligung gingen verloren, trotzdem belegte die slowakische Mannschaft in der vierten Gruppe hinter dem deutschen Team den zweiten Platz, womit sie aber die Qualifikation für die K.-o.-Runde verpasste.
Nachdem 2020 und 2021 die slowakische Meisterschaften aufgrund der COVID-19-Pandemie ausfielen, nahm sie bei der 2022 wieder ausgetragenen slowakischen Meisterschaft teil und konnte gemeinsam mit Alžbeta Peruňská zum dritten Mal das Finale im Doppel erreichen und diesmal konnte man sich den slowakischen Meistertitel sichern.